# Gmina Selnica
Gmina Selnica (chorw. Općina Selnica) – gmina w Chorwacji, w żupanii medzimurskiej. W 2011 roku liczyła  2991 mieszkańców.